# Carlos Fabra Carreras
Carlos Fabra Carreras (Castellón de la Plana, 2 de agosto de 1945) es un expolítico y empresario español, presidente de la Diputación de Castellón de 1995 a 2011 y uno de los líderes del Partido Popular en la provincia. Fue también presidente de la sociedad pública que gestiona el aeropuerto de Castellón hasta el 22 de marzo de 2013, fecha en la que dimitió, después de saber que se abriría juicio oral contra él. Fue procesado judicialmente por diversos delitos de tráfico de influencias, por cohecho y por cinco delitos fiscales, siendo condenado en noviembre de 2013 a cuatro años de cárcel por defraudar 700 000 euros a Hacienda.

## Biografía
La familia Fabra ha tenido una presencia preponderante en la política de la Provincia de Castellón desde el último tercio del siglo XIX, habiendo presidido la Diputación siete miembros de la familia (incluido él mismo y su padre) en ese periodo. Así, su padre Carlos Fabra Andrés fue uno de los fundadores de la Juventud Católica en Castellón y al estallar la Guerra Civil se alistó en el ejército franquista. Tras el final de ésta, es nombrado en 1939 delegado de excombatientes y cuatro años más tarde ocupa el cargo de secretario provincial del Movimiento Nacional (brazo político del franquismo). Años más tarde ocuparía otros cargos como la presidencia de la Diputación y la alcaldía de Castellón.

### Primeros años
De niño perdió un ojo jugando con su hermano con unas tijeras, razón por la cual lleva gafas de sol en todos los actos públicos. Estudió bachillerato en el Colegio de los Padres Escolapios de Castellón. Más tarde, se traslada al Colegio La Salle de Valencia. Sus estudios universitarios se desarrollaron en las universidades de Valencia y Granada donde estudió Derecho.[cita requerida]
Es el creador de la Fundación Blasco de Alagón. Tiene un despacho de abogados, una correduría de seguros y varias empresas. Su hija Andrea Fabra, también militante del Partido Popular, está casada con el expolítico popular madrileño Juan José Güemes.

### Carrera política
En 1972 accede a la secretaría de la Junta Provincial de Menores, coincidiendo en el mismo año su matrimonio con María Amparo Fernández Blanes. En 1975 consigue el cargo de secretario general de la Cámara Oficial de Comercio, Industria y Navegación de Castellón, además le nombran secretario general de la Conferencia de Cámaras Hispano Francesas COPEF. En 1977 empieza a militar en UCD.
En 1983 pasa a militar en Alianza Popular. En 1987 es nombrado presidente del Club de Campo (de Golf) del Mediterráneo en Borriol, cargo que todavía mantiene. Este mismo año es elegido concejal en el Ayuntamiento de Castellón. En 1995 fue proclamado presidente de la Diputación tras las Elecciones Municipales de ese mismo año, tal y como lo habían sido anteriormente su padre, su abuelo, su bisabuelo, los hermanos de su bisabuelo y su tío-tatarabuelo.
En julio de 2008 comienza una investigación por un presunto fraude a la Agencia Tributaria por el Juzgado Número 1 de Nules y de la Fiscalía Anticorrupción por movimientos de dinero entre 1999 y 2004 alegando que le ha tocado la lotería en varias ocasiones. El juicio debió haberse celebrado varios años antes, pero han pasado hasta 8 jueces para investigar el caso y, a la hora del juicio, todos se han retirado. En 2009 la Diputación de Castellón que preside edita un libro donde se ensalza la figura de Francisco Franco.
En junio de 2010 es imputado por los presuntos delitos de cohecho y tráfico de influencias. En junio de 2011 dejó la presidencia de la Diputación de Castellón, después de 16 años al frente de la misma.

### Enfermedad
Carlos Fabra fue operado de un trasplante de hígado el 22 de abril de 2010 en el Hospital 12 de Octubre de la Comunidad de Madrid. La intervención fue realizada por el cirujano Enrique Moreno, premio Príncipe de Asturias, que trabaja en el departamento de cirugía del aparato digestivo de ese hospital. La intervención se hizo en Madrid y no en el Hospital La Fe de Valencia, que es centro de referencia de trasplantes de la Comunidad Valenciana.
El 17 de marzo, Fabra delegó de sus funciones en la Diputación de Castellón en el vicepresidente primero, Francisco Martínez Capdevila. Al día siguiente de esta renuncia, el yerno de Fabra, Juan José Güemes, presentaba su dimisión "irrevocable" de su cargo como consejero de Sanidad de la Comunidad de Madrid. Güemes aseguró que la decisión de renunciar, que sorprendió a todo el mundo, era por motivos "personales y profesionales".

## Situación judicial
Carlos Fabra fue imputado por diversos delitos. En diciembre de 2010, la Audiencia Provincial de Castellón declaró prescritos cuatro de los cinco delitos fiscales por los que se le imputaba, pero sigue imputado por diversos delitos de tráfico de influencias, por cohecho y por el delito fiscal correspondiente al ejercicio 1999.  En julio de 2008, el Tribunal Supremo desestimó el recurso de casación presentado por Fabra, contra la investigación judicial.  Posteriormente, en el año 2011, el mismo Tribunal Supremo hizo una revisión de las causas que habían sido desestimadas en el juicio de 2008 y se declaró incompetente para declarar prescritos los cuatro delitos de los que había sido liberado Fabra. A principios de 2012 se esperaba que se reabrieran las causas a revisar, con el fin de que se depuren responsabilidades. En febrero de 2013, el Tribunal Supremo ordenó que Carlos Fabra también sea juzgado por cohecho. En noviembre de 2013 fue condenado a cuatro años de cárcel por defraudar 700 000 euros a Hacienda, lo que le llevó finalmente a abandonar el Partido Popular.

### Prisión
El 1 de diciembre de 2014 ingresó en prisión, en el centro penitenciario de Aranjuez en Madrid. Desde que saliera a la luz el llamado "caso Fabra" hasta la entrada en prisión de Carlos Fabra transcurrieron 11 años. La acusación del empresario Vicente Vilar, que abrió el caso, hacía referencia a cobrarle cantidades millonarias de dinero a cambio de favores políticos. Se han considerado no probadas las acusaciones de tráfico de influencias y de cohecho.
El 18 de abril de 2016, Carlos Fabra pasó a tercer grado por disposición judicial. Desde ese día, pasaría solo las noches en la prisión de Aranjuez. En total, permaneció en prisión 16 meses.

### Presuntas contrataciones y tratos de favor
Entre otras cosas, está acusado de simultanear su cargo público con un negocio de asesoramiento a través de la empresa Camarcas S.L. dedicada a asesoría y consultoría entre 2000 y 2004. En la documentación de Hacienda se reveló que Fabra, administrador único de Camarcas, cobró de por lo menos siete empresas diferentes, algunas de ellas con contratos adjudicados de la administración pública de Castellón, por un importe de 841 021 euros. Vicente Vilar, socio del presidente castellonense, fue el empresario que denunció haber pagado a Fabra comisiones millonarias por sus gestiones políticas a la hora de beneficiar la aprobación de productos fitosanitarios a través de la citada empresa. Las empresas gestionadas por Vilar, Naranjax y Comercial de Industrias Químicas Arcavi S.L. pagaron a Camarcas S.L. más de 150 000 euros entre 2000 y 2001.
Las investigaciones se centraron en otras empresas además de las gestionadas por Vilar. Entre las compañías que realizaron ingresos a la empresa de Fabra se encontraban, entre otras, Cottocer S.L, vinculada al empresario Fernando Roig, presidente de la conocida industria cerámica Pamesa, que ingresó más de 200 000 euros entre 2000 y 2003 a Camarcas; y Azahar Jardinera y Riegos S.A. fue beneficiaria de concesiones de parques y jardines de la ciudad castellonense.
A estas investigaciones se añaden las manifestaciones realizadas por la defensa de unos de los principales acusados en esta rama valenciana de Gürtel, Ricardo Costa, quien en 2018 descargó la presunta responsabilidad en la financiación del partido en terceras personas, dirigentes del PP de varias provincias valencianas, entre las que destacaba el expolítico castellonense.

### Reacciones
Tras las elecciones municipales de 2007, Carlos Fabra dijo sentirse absuelto por el pueblo "con sobresaliente". Por su parte, el líder del Partido Popular, Mariano Rajoy, calificó a Fabra en 2008 como "un ciudadano ejemplar".  El presidente del Partido Popular de la Comunidad Valenciana y de la misma comunidad en aquel momento (2010), Francisco Camps, señaló, después de estallar el caso Gürtel, la "enorme suerte" que tenían tanto él como la provincia de Castellón por contar con Carlos Fabra como presidente de la Diputación y del PP provincial.

## Tradición familiar
Pertenece a la familia con mayor tradición política de Castellón, siendo parte de la quinta generación de presidentes de la Diputación:
- Victorino Fabra Gil (1818-1893), el agüelo Pantorrilles, su tío-tatarabuelo, participa en el bando de Isabel II enfrentándose a los carlistas del General Cabrera en el Maestrazgo, distinguiéndose en la defensa de Lucena del Cid. Apadrinado por Leopoldo O'Donnell liderará la Unión Liberal y llevará a sus seguidores al Partido Conservador. Fue presidente de la Diputación, de 1874 a 1892.
- Victorino Fabra Adelantado (1837-1907), sobrino de Victorino Fabra Gil, y presidente de la Diputación en 1895.
- Hipólito Fabra Adelantado, sobrino de Victorino Fabra Gil y presidente de la Diputación en los periodos 1897-1899, 1901-1902, 1903-1904 y 1905-1906.
- José Fabra Sanz, hijo de Victorino Fabra Adelantado, secretario del Ayuntamiento de Villarreal hasta 1937.
- Luis Fabra Sanz, hijo de Victorino Fabra Adelantado, fue presidente de la Diputación en los periodos 1918-1919 y entre 1919-1922. Fundador de la Derecha Regional Agraria. Diputado a Cortes por el partido Confederación Española de Derechas Autónomas (CEDA).
- Carlos Fabra Andrés (1912-1979), hijo de Luis Fabra Sanz. Ocupa la Secretaría Provincial del Movimiento en Castellón de 1943 a 1947. Alcalde de Castellón de la Plana de 1948 a 1955. Presidente de la Diputación de 1955 a 1960.
- Carlos Fabra Carreras, presidente de la Diputación de Castellón de 1995 hasta 2011.
- Andrea Fabra Fernández, hija de Carlos Fabra Carreras, senadora en la VIII legislatura y diputada en el Congreso de diputados en las IX y X legislaturas. Saltó a la actualidad al gritar, entre aplausos, "¡que se jodan!" en el momento en el que el presidente de gobierno de España, Mariano Rajoy, exponía los recortes a la prestación de desempleo.[23][24][25]

A pesar de todos estos parentescos, Carlos Fabra no es familiar del expresidente de la Generalidad Valenciana, y exalcalde de Castellón de la Plana, Alberto Fabra Part. No obstante, según el Diccionario biográfico de políticos valencianos 1810-2005 (editado por la Diputación de Valencia y la UNED-Valencia), la biografía de Alberto Fabra, sí que sería primo suyo.
Contrajo matrimonio con María Amparo Fernández Blanes, con quien tiene cuatro hijos; Carlos, Claudia, Borja y Andrea, pero se divorciaron. Actualmente está en pareja con la periodista y política Esther Pallardó.
Periodos de ocupación de la presidencia de la Diputación de Castellón por la familia Fabra, a lo largo del último siglo y medio:

## Obras

### Autobiografía
- Fabra: ¿Y ahora qué? (2018)[33]